# Victor Diawara
Pour les articles homonymes, voir Diawara.
Victor Diawara (lituanien : Viktoras Diawara), né en 1978, est un chanteur lituano-malien. Il est notamment connu comme membre du groupe de musique pop Skamp qui a participé au concours Eurovision de la chanson 2001 représentant la Lituanie, et comme membre du groupe LT United formé pour et ayant participé au concours Eurovision de la chanson 2006.

## Biographie
Diawara est le fils de Gaoussou Diawara, poète et dramaturge malien, et de Victoria, cinématographe lituanienne. Ses parents se rencontrent alors que son père, Gaoussou, étudie le théâtre et littérature et sa mère, Victoria, la cinématographie à Moscou. en 1979, lorsque Victor à 1 an, la famille part s’installer au Mali, où il sera élève à l’école française.
En 1988, Victor arrive à Lampertheim en Allemagne, pour aller dans l’internat lituanien de Hüttenfeld (de), le seul en Europe de l’Ouest. C’est là qu’il rencontre Vilius Alesius avec qui il fonde le groupe Skamp (contraction de savas kampas – un endroit, une chambre « où tu fais ce que tu veux »).
Après la chute du mur de Berlin, Victor et Vilius vont à Vilnius et enregistrent plusieurs morceaux. Lors d’un voyage, ils rencontrent Erica Quinn Jennings, qui rejoint le groupe Skamp. Au printemps 1998, ils enregistrent une reprise de Summertime de George Gershwin qui devient le succès de l’été en Lituanie.
En 2001, le groupe Skamp prend part au concours Eurovision de la chanson, représentant la Lituanie avec la chanson You Got Style.
En 2006, Diawara se joint au groupe LT United pour représenter la Lituanie une seconde fois, avec la chanson We Are the Winners.
Diawara tient une salle de spectacles dans une ancienne usine Elfa dans le quartier périphérique de Naujamiestis (lt) de Vilnius.
Diawara a composé plusieurs morceaux bambara avec la poésie de son père.
En 2013, il enregistre l’album MaLituanie avec le percussionniste malien Baba Sissoko,  l’instrumentaliste Saulius Petreikis, la chanteuse Laurita Peleniute, et la vocaliste Indre Jurgeleviciute.
Il a deux enfants avec sa femme Živilė.